# Esarps församling
Esarps församling var en församling i Lunds stift och Staffanstorps kommun. Församlingen uppgick 2000 i S:t Staffans församling.

## Administrativ historik
Församlingen har medeltida ursprung.
Församlingen utgjorde till 1530 ett eget pastorat för att därefter till 1680 vara annexförsamling i pastoratet Bonderup och Esarp. Från 1680 till 1962 var den annexförsamling i pastoratet Kyrkheddinge och Esarp som från 1946 även omfattade Bjällerups församling och Stora Råby församling, från 1962 till 1964 annexförsamling i pastoratet Brågarp, Nevishög, Kyrkheddinge, Esarp och Bjällerup, från 1964 annexförsamling i pastoratet Staffanstorp, Kyrkheddinge, Esarp och Bjällerup. Församlingen uppgick 2000 i S:t Staffans församling.

## Kyrkobyggnader
- Esarps kyrka